# Antsirabe
Antsirabe (deutsch: „wo es viel Salz gibt“) ist eine Stadt in Madagaskar mit 238.478 Einwohnern (Stand 2013). Sie ist Hauptstadt der Region Vakinankaratra in der Provinz Antananarivo.
Die Stadt liegt etwa 1500 Meter über dem Meeresspiegel. Sie ist nach Fianarantsoa das wichtigste Zentrum des Betsileo-Landes. Zur Kolonialzeit wurde Antsirabe wegen seiner Thermalquellen das Vichy Madagaskars genannt.

## Geschichte
Bereits vor der Gründung Antsirabes waren die Thermalquellen der Gegend bekannt und wurden von Königin Ranavalona II. aufgesucht. Antsirabe wurde 1872 von norwegischen Missionaren gegründet. Der Ort entwickelte sich wegen seiner Thermalquellen und wegen seines für Europäer angenehmen Klimas zu einem Kurort, der als das Vichy Madagaskars bekannt wurde. Die Eisenbahnverbindung zum 170 km entfernten Antananarivo wurde am 15. Oktober 1923 eröffnet.
Mohammed V. und sein Sohn, der spätere König Hassan II. von Marokko, lebten hier 1955 in französischer Verbannung.

## Stadtanlage und Bauwerke

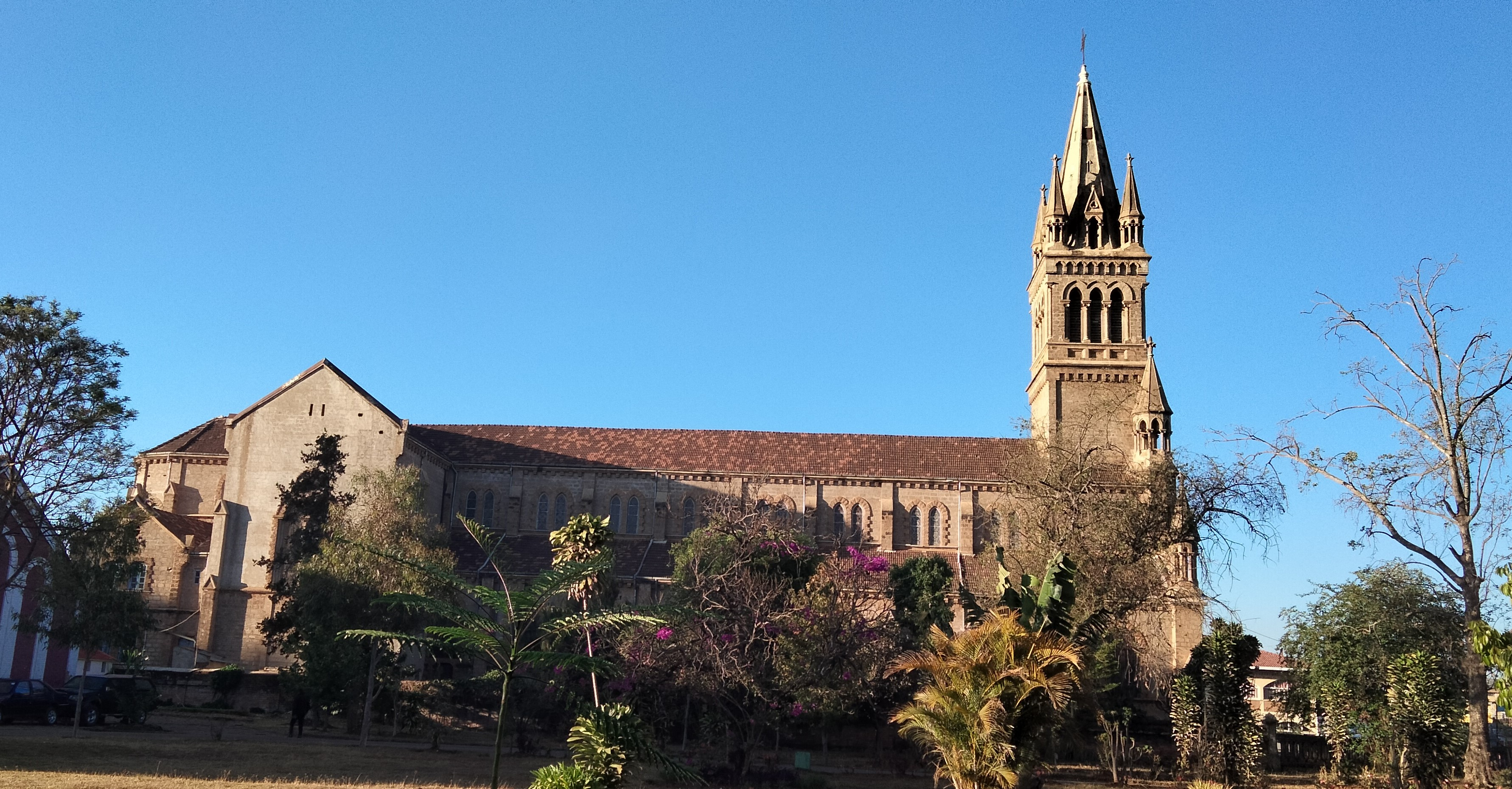
Kathedrale

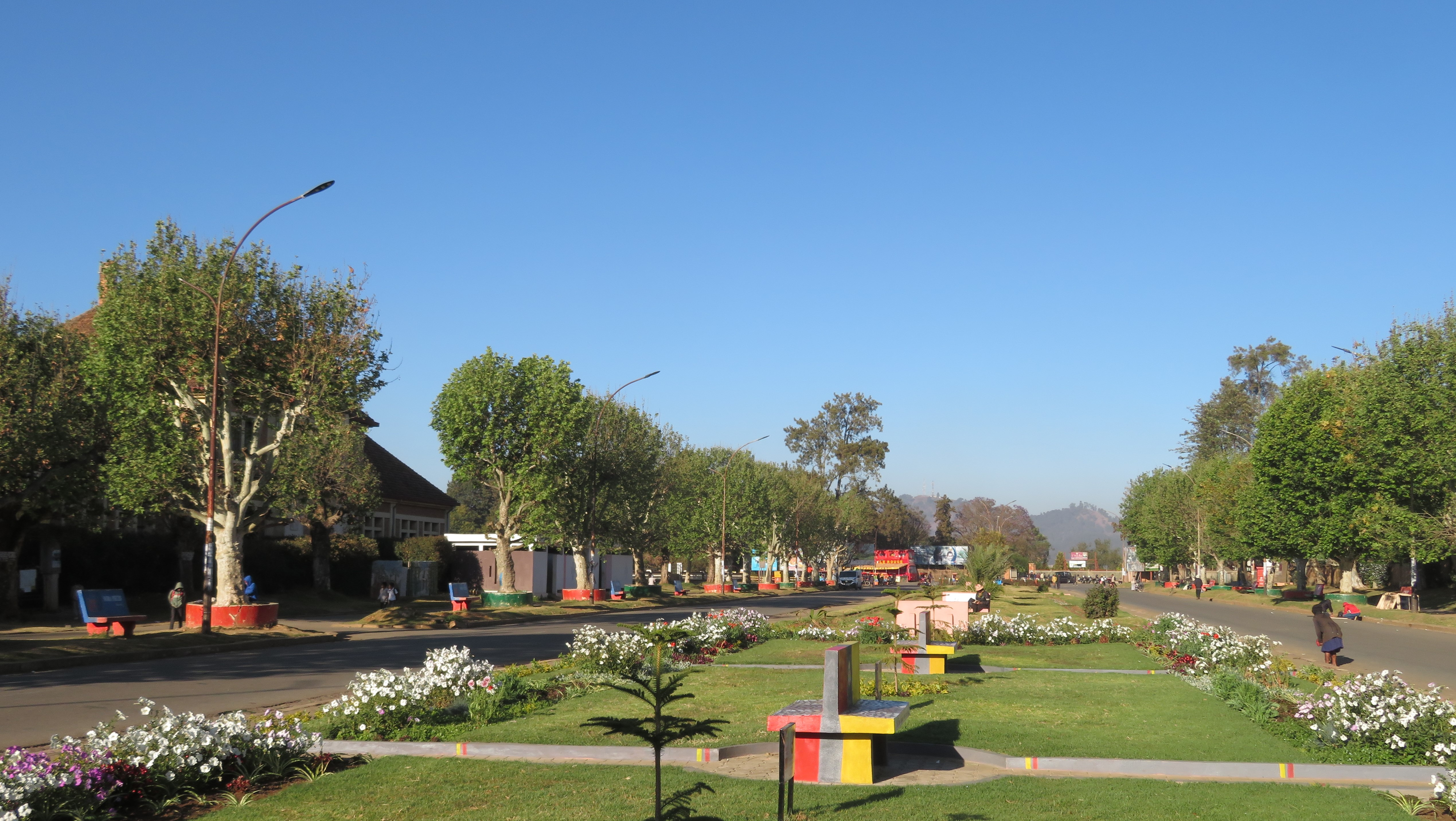
Avenue de l’Indépendance

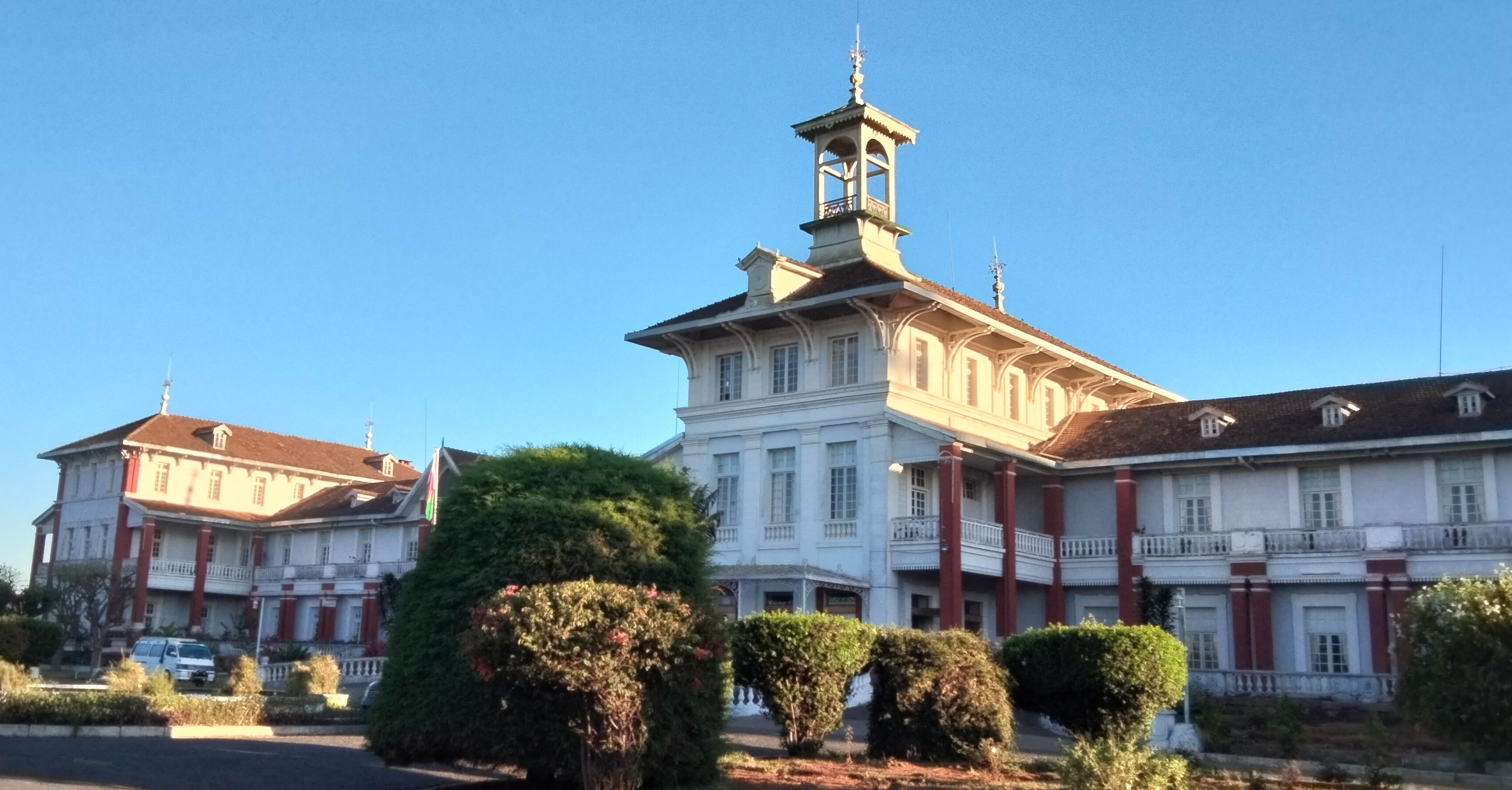
Hôtel des Thermes

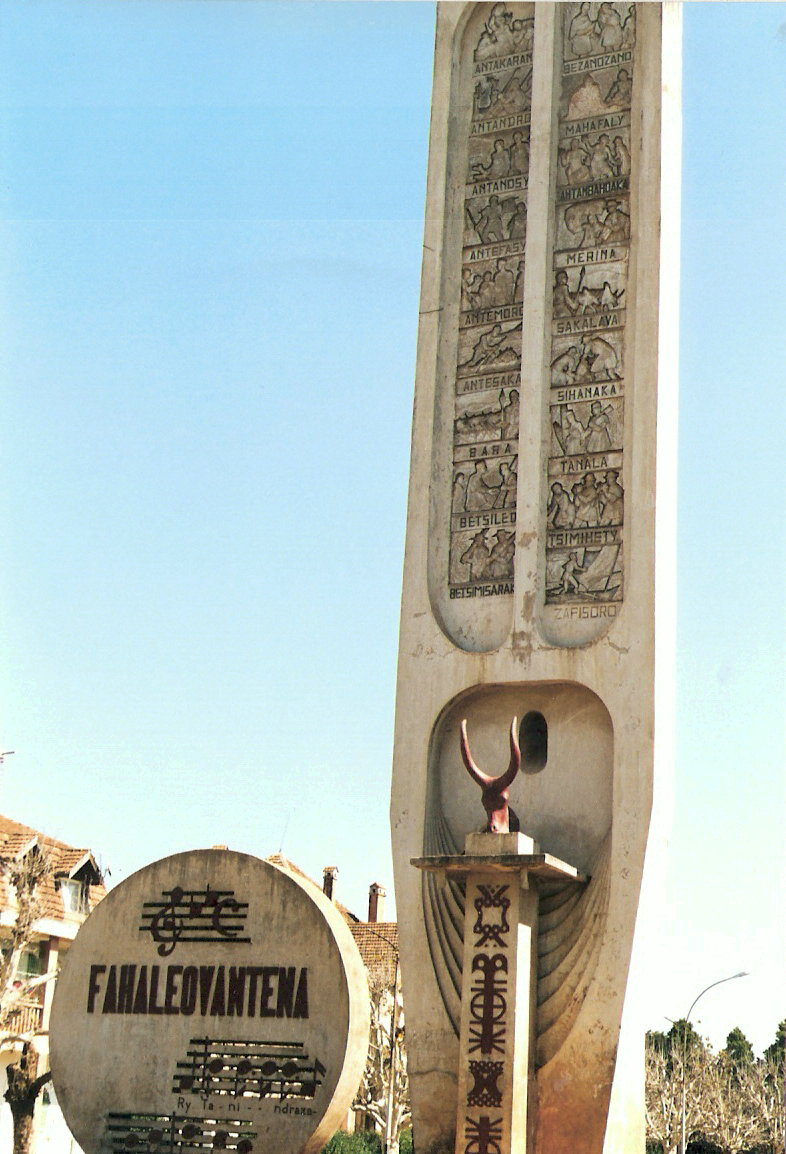
Unabhängigkeitsdenkmal

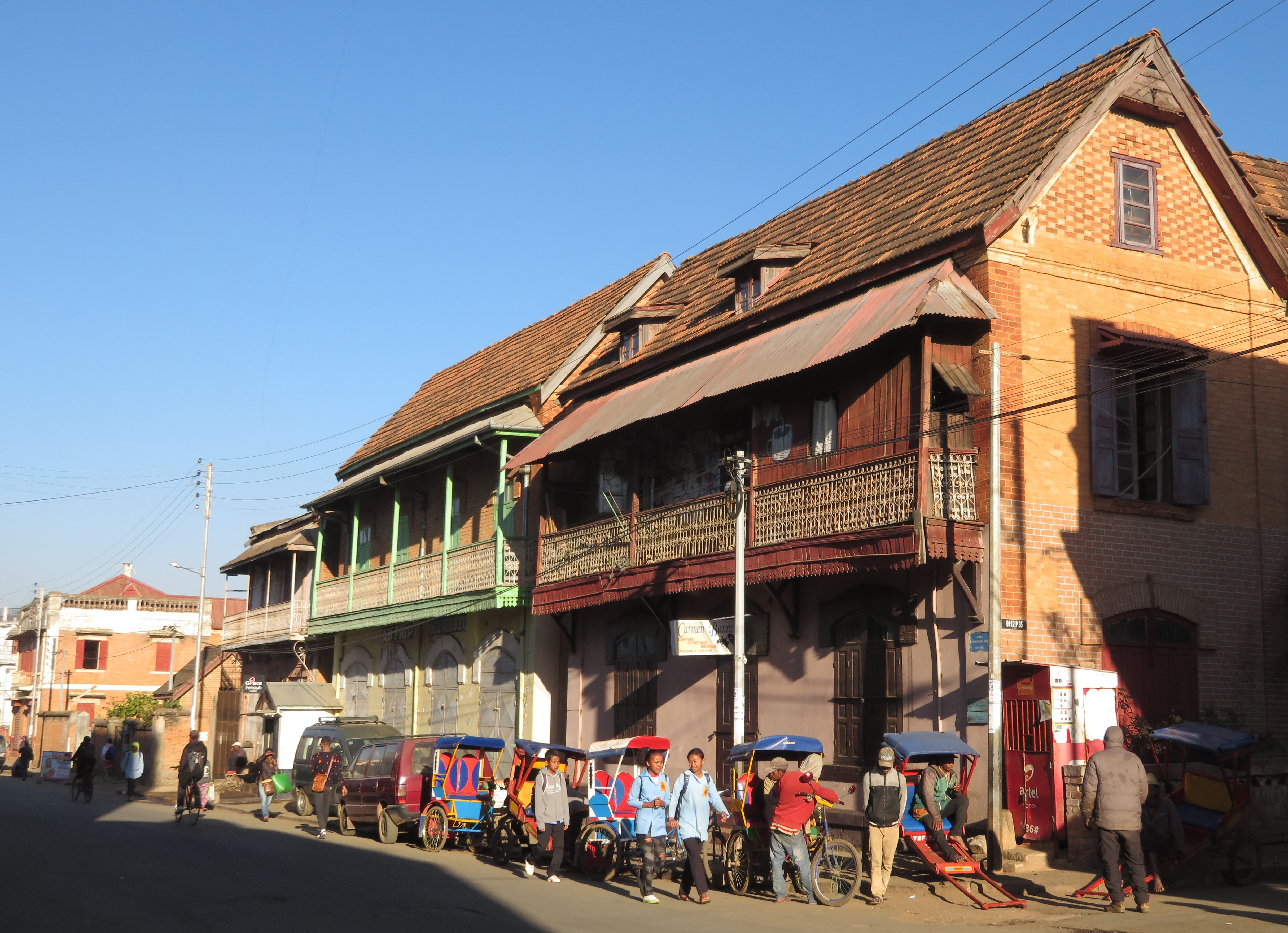
Kolonialarchitektur in der Rue de la Myre de Villers

Antsirabe wurde ab dem Ende des 19. Jahrhunderts planmäßig mit schnurgeraden Straßen angelegt. Vom Kurviertel zum 1923 eröffneten Bahnhof wurde eine breite Allee mit einem gepflegten Grünstreifen und mehreren Denkmälern in der Mitte gebaut, die heutige Avenue de l’Indépendance, für die möglicherweise die gleichnamige Allee im Zentrum von Antananarivo als Vorbild diente. Zu den markantesten Gebäuden zählen der Bahnhof am östlichen Ende der Avenue de l’Indépendance sowie das im Kolonialstil erbaute Postamt. Einen auffallenden Kontrast hierzu bildet das nahegelegene moderne Rathaus. In der Umgebung der Allee sind noch zahlreiche weitere Wohn- und Geschäftshäuser im französischen Baustil erhalten, vor allem in der Rue la Myre de Villers. Hier erhebt sich auch die im neoromanischen Stil erbaute evangelische Kirche (Église luthérienne), das 1869 gegründete zweitälteste Gotteshaus der Fiangonana Loterana Malagasy, der evangelisch-lutherischen Kirche Madagaskars. Die Kathedrale Notre Dame de la Salette mit ihrem 45 m hohen Turm wurde 1925–1931 im neogotischen Stil erbaut.
Am westlichen Ende der Avenue de l’Indépendance befindet sich das Kurviertel mit dem 1917 eröffneten Thermalbad, dem künstlich angelegten See Lac Ranomafana und dem 1897 erbauten Hôtel des Thermes.
Das Unabhängigkeitsdenkmal in der Mitte der Avenue de l’Indépendance besteht aus einer Stele, auf der die 18 Volksstämme Madagaskars dargestellt sind. Daneben erhebt sich ein Denkmal zu Ehren der Nationalhymne Fahaleovantena.

## Kunsthandwerk
Die Stadt Antsirabe, in der es mehrere Edelsteinschleifereien gibt, ist auch für ihr Kunsthandwerk bekannt. In der Umgebung der Stadt werden u. a. Topas, Amethyst, Jaspis und Geode gefördert. Ebenfalls werden in verschiedenen Betrieben aus dem Horn von Zeburindern Kunst- und Gebrauchsgegenstände angefertigt.

## Wirtschaft & Verkehr
Antsirabe ist der zweitgrößte Industriepol Madagaskars. Hier befinden sich die größte Getreidemühle, die größte Brauerei und die größte Textilfabrik des Landes. Antsirabe verfügt über einen Flughafen und ist mit der Hauptstadt Antananarivo über die Nationalstraße 7 und seit 1923 auch eine Eisenbahnstrecke verbunden, die zurzeit (2023) ausschließlich für den Güterverkehr genutzt wird.

## Umgebung

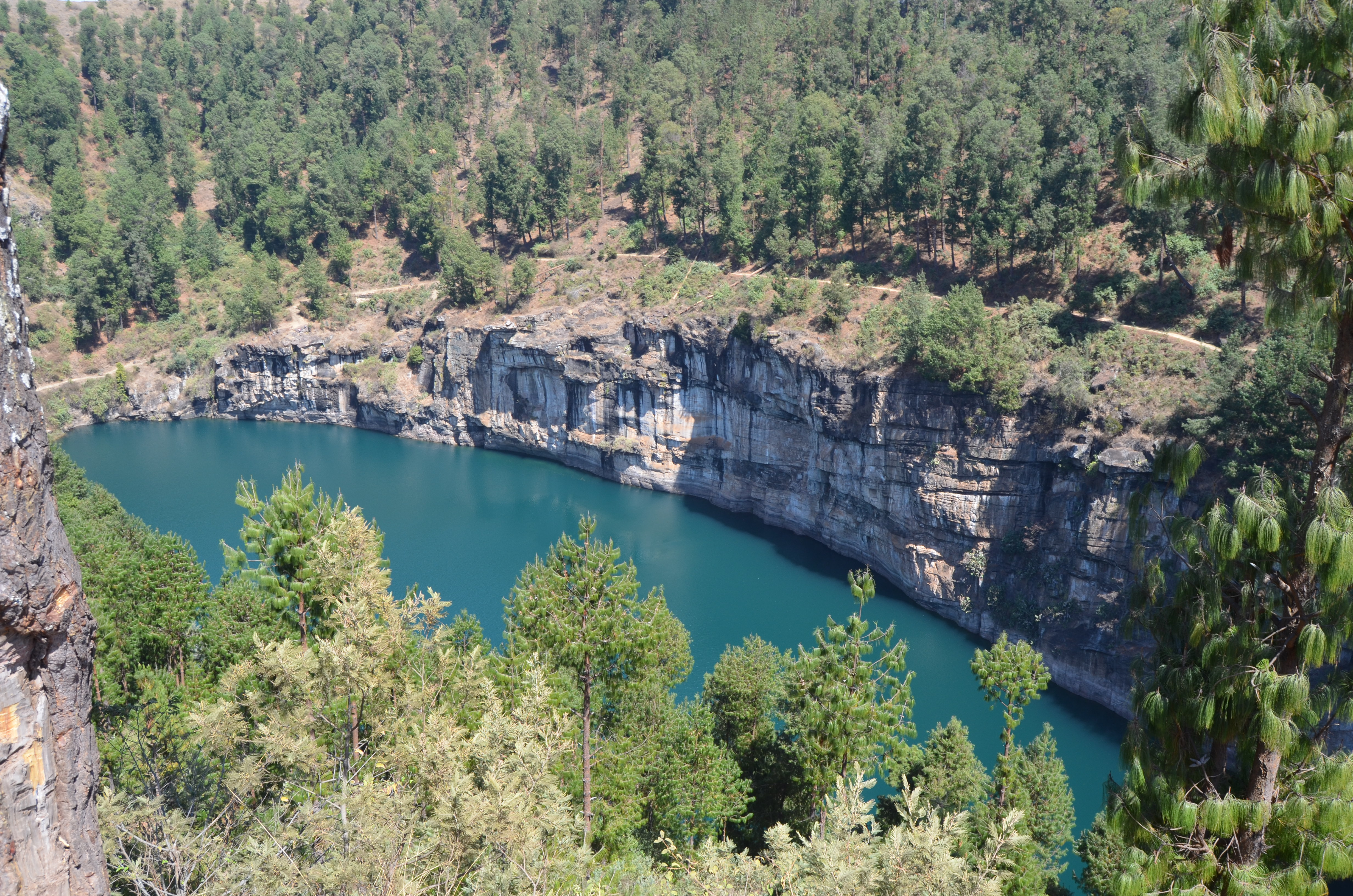
Tritrivasee

Die Stadt Betafo, 24 km westlich von Antsirabe in der Nähe des in einem erloschenen Vulkankrater entstandenen Sees Lac de Tatamarina gelegen, ist wegen ihrer aus Ziegeln erbauten lutherischen Kirche bekannt, die von norwegischen Missionaren errichtet wurde und – 1867 gegründet – als älteste lutherische Kirche Madagaskars gilt. Ein weiterer vulkanischer Kratersees ist der Lac Tritriva 16 km südwestlich von Antsirabe.

## Städtepartnerschaften
Partnerstädte von Antsirabe sind
- Montluçon, Frankreich
- Stavanger, Norwegen
- Vacoas-Phoenix, Mauritius[11]

## Persönlichkeiten
- Solo Razafinarivo (* 1938), Radrennfahrer
- Donatien Francis Randriamalala (* 1971), römisch-katholischer Ordensgeistlicher und Bischof von Ambanja